# Grindsjön (Vänjans socken, Dalarna)
Grindsjön är en sjö i Mora kommun i Dalarna och ingår i Dalälvens huvudavrinningsområde. Sjön har en area på 0,131 kvadratkilometer och ligger 276,1 meter över havet.

## Delavrinningsområde
Grindsjön ingår i det delavrinningsområde (676584-139377) som SMHI kallar för Mynnar i Vanån. Medelhöjden är 278 meter över havet och ytan är 0,47 kvadratkilometer. Det finns inga avrinningsområden uppströms utan avrinningsområdet är högsta punkten. Vattendraget som avvattnar avrinningsområdet har biflödesordning 4, vilket innebär att vattnet flödar genom totalt 4 vattendrag innan det når havet efter 386 kilometer. Avrinningsområdet består mestadels av skog (71 procent). Avrinningsområdet har 0,13 kvadratkilometer vattenytor vilket ger det en sjöprocent på 27,7 procent.